# 坪井明日香
坪井 明日香（つぼい あすか、1932年1月12日 - 2022年8月26日）は、日本の陶芸家。帝塚山大学名誉教授。

## 来歴・人物
大阪市出身。自由学園卒業。京都泉涌寺の釉彩工芸で基礎をまなび、1954年から富本憲吉に師事。新匠会展に出品し、新匠賞、富本賞などを受賞。1957年女流陶芸を結成。1978年帝塚山短期大学教授。1988年第1回京都美術文化賞。1994年日本陶磁協会賞金賞。作品に「歓楽の木の実」など。

## 親族
- 梵鐘の研究家で、民間考古学者の坪井良平は父。
- 奈良国立文化財研究所長などを務めた考古学者の坪井清足は兄。

## 年表
- 1932年　大阪府で生まれる。
- 1944年　大阪市立常盤小学校を卒業する。一家で東京に移る。
- 1953年　自由学園を卒業し、京都の泉涌寺釉彩工房で陶芸を学ぶ。新匠会に出品する。
- 1954年　富本憲吉に師事する。新匠展で佳賞を受賞する。
- 1955年　新匠展で匠賞を受賞する。彩土会を結成する。
- 1956年　新匠会会友となる。
- 1957年　女流陶芸を結成し、女流陶芸展に出品する。
- 1959年　新匠会で会友努力賞を受賞する。新匠会会員となる。
- 1961年　東京大丸で個展を開催する。朝日陶芸展で入選する。
- 1965年　女流工芸展で勝田出品する。
- 1966年　訪中日本京都工芸美術家代表団の一員として中国に行く。
- 1967年　韓国で陶芸を研究する。
- 1968年　毎日選抜美術展に出品する。
- 1970年　京都･東京国立近代美術館の展覧会で招待出品する。泰で陶芸を研究する。
- 1971年　第29回ファエンツァ国際陶芸展に出品する。その他の作品展にも出品する。渡欧する。
- 1972年　新匠会で富本賞を受賞する。その他の作品展にも出品する。
- 1973年　京都国立近代美術館の展覧会で招待出品する。その他の作品展にも出品する。
- 1975年　第3回日本陶芸展に出品する。
- 1976年　渡韓、各製陶地を訪ねる。新匠会を退会する。
- 1977年　現代陶芸家展に出品する。
- 1978年　作品が国際交流基金買上げとなる。帝塚山短期大学陶芸教授となる。トルコ、シリア、ヨルダン、その他10ヶ国の製陶地を視察をする。
- 1979年　現代陶芸家展、第5回日本陶芸家展、南米巡回展に出品する。
- 1980年　原題陶芸百選展に出品する。
- 1981年　ヨーロッパの製陶地の視察をする。第6回日本陶芸展で招待出品する。
- 1982年　国際陶芸展に出品する。個展を開催する。
- 1983年　個展を開催する。
- 1984年　フランス国立セーブル製陶所制作アトリエに招聘される。
- 1985年　作品がフランス国立造形センター買上げとなる。
- 1986年　さまざまな作品展、展覧会に出品する。
- 1987年　作品がエール大学付属美術館買上げとなる。
- 1988年　京都美術文化賞を受賞する。
- 1989年　第1回京都美術文化賞受賞記念展を開催する。
- 1990年　京都府あけぼの賞を受賞する。
- 1991年　京都市芸術功労賞を受賞する。NHKの番組に出演する。
- 1992年　京都府文化賞功労賞を受賞する。
- 1993年　シャトーベイシュベル国際現代芸術センターに招待される。
- 1997年　世界の色絵陶磁器展で招待出品する。
- 2000年　フレッヒェン国際陶芸展で招待出品する。
- 2003年　滋賀県立陶芸の森創作研修館に招待される。
- 2004年　日本陶磁協会賞金賞を受賞する[2]。和光にて受賞作家3人展。
- 2010年　坪井明日香展－わが心の軌跡－（パラミタミュージアム・三重）。
- 2011年　女と陶芸－坪井明日香と仲間展－（京都市美術館）。京都新聞大賞文化学術賞受賞。
- 2014年　京都府文化特別功労賞受賞[3]。
- 2006年　国立セーブル美術館現代日本陶磁展出品[3]。
- 2022年　8月26日、急性心不全のため京都市東山区の自宅で死去した。90歳。葬儀・告別式は親族で済ませた[4]。

## 主な個展、グループ展
- 2001年 「女性たちの陶芸展」滋賀県立陶芸の森陶芸館
- 2010年  「坪井明日香展ーわが心の軌跡」パラミタミュージアム
- 2011年  「女と陶芸ー坪井明日香と仲間展」京都市美術館（現：京都市京セラ美術館）

## 受賞、コレクション
- 1973年  カルガリー国際陶芸展受賞
- 2014年  京都府文化特別功労賞受賞
- 東京国立近代美術館
- ファエンツァ国際陶磁器博物館
- アリアナ美術館